# ヴィッラ・ディ・キアヴェンナ
ヴィッラ・ディ・キアヴェンナ（伊: Villa di Chiavenna）は、イタリア共和国ロンバルディア州ソンドリオ県にある、人口約1,000人の基礎自治体（コムーネ）。

## 地理

### 位置・広がり
ソンドリオ県北西部、ヴァルキアヴェンナに位置するコムーネ。キアヴェンナから東へ6km、サンモリッツから西南西へ33km、県都ソンドリオから西北西へ35km、州都ミラノから北北東へ99kmの距離にある。

#### 隣接コムーネ
隣接するコムーネは以下の通り。CH-GRはスイス・グラウビュンデン州所属を示す。
- Bregaglia (CH-GR)
- ノヴァーテ・メッツォーラ
- ピウーロ

### 地震分類
イタリアの地震リスク階級 (it) では、3 に分類される
。

## 行政

### 山岳部共同体
広域行政組織である山岳部共同体「ヴァルキアヴェンナ山岳部共同体」 (it:Comunità montana della Valchiavenna) （事務所所在地: キアヴェンナ）を構成するコムーネの一つである。

### 分離集落
ヴィッラ・ディ・キアヴェンナには以下の分離集落（フラツィオーネ）がある。
- Canete, Case Foratti, Case Scattoni (sede comunale), Chete, Dogana, Giavera, Peré, Pian della Ca, Ponteggia, San Barnaba, San Sebastiano